# 조동철교
조동철교(鳥洞鐵橋)는 강원도 정선군 신동읍에 있는 라멘식 철교로 태백선에 있으며, 예미역과 조동역 사이에 위치한 철교이다. 대한민국 내의 유일한 라멘식 철교로 예미역-함백역-조동역 구간에 있는 똬리굴을 대체하여 건설되었다. 본래 예미역-함백역-조동역 구간이 태백선이었으나,  조동철교가 건설 된 후, 새로 건설된 노선이 태백선으로 명칭이 바뀌고, 옛 예미역-함백역-조동역 구간은 함백선으로 분류되었다.